# Handley Page Jetstream
Die Handley Page H.P.137 Jetstream ist ein kleines zweimotoriges Turbopropflugzeug für den Zubringer- und Regionaldienst.

## Geschichte

### Handley Page Jetstream
Um trotz begrenzter finanzieller Mittel seine Unabhängigkeit zu bewahren, entschied sich der britische Flugzeughersteller Handley Page, eine Angebotslücke zu nutzen und ein kleines schnelles Flugzeug für zwölf bis achtzehn Passagiere zu entwickeln.
Der ursprüngliche Entwurf von 1965 sah ein zwölfsitziges Flugzeug mit sechs Sitzreihen und Mittelgang vor. Der druckbelüftete Rumpf mit seinem runden Querschnitt erlaubte weit größere Flughöhen und damit höhere Geschwindigkeiten als bei herkömmlichen Modellen. Beträchtliches Aufsehen erregte dabei die stromlinienförmige Gestaltung, zu der auch die langgestreckte Nase gehörte. In den Vereinigten Staaten stieß das Flugzeug auf besonderes Interesse, sodass die erste Bestellung von zwanzig Exemplaren erfolgte, bevor die Entwicklung abgeschlossen war.
Für die Endmontage wurde ein neues Werk am Flughafen von Radlett errichtet, allerdings stammten zahlreiche Bauteile wie die Tragflächen von Zulieferern. Der ursprüngliche Entwurf sah französische Turboméca-Astazou-XIV-Triebwerke vor. Der Erstflug erfolgte am 18. August 1967 unter der Modellbezeichnung Handley Page Jetstream 1. Während des Testprogramms erwiesen sich die Triebwerke allerdings als zu schwach.
Um die Vermarktungsmöglichkeiten in den USA zu verbessern, wurde der fünfte Prototyp mit amerikanischen Garrett AiResearch TPE331-Triebwerken ausgerüstet. Daraufhin bestellte die US Air Force elf Maschinen unter der Bezeichnung C-10A oder Jetstream 3M, die über eine zusätzliche Ladeluke verfügten. Aufgrund der Lieferverzögerung wurde der Auftrag im Oktober 1969 gestrichen.
Das ursprüngliche Serienmodell Jetstream 1 flog erstmals am 6. Dezember 1968, im folgenden Jahr wurden weitere 36 Exemplare gebaut. Danach wurde das Modell mit dem verbesserten Astazou-XVI-Triebwerk ausgestattet und ab Ende 1969 als Jetstream 2 ausgeliefert. Die Lieferverzögerungen und die Probleme mit dem Antrieb ließen die Entwicklungskosten auf über 13 Millionen Pfund steigen – weit mehr als die ursprünglich vorgesehenen drei Millionen. Vor dem Konkurs von Handley Page konnten nur drei Jetstream 2 fertiggestellt werden. Die Produktion wurde bis 1970 unterbrochen.
Daraufhin entschloss sich eine Investorengruppe, das Flugzeug in Zusammenarbeit mit Scottish Aviation von der neugegründeten Firma Jetstream Aircraft produzieren zu lassen. Weitere zehn Exemplare konnten so unter dem neuen Namen Jetstream 200 gebaut werden. Später übernahm Scottish Aviation die alleinige Verantwortung. Im Februar 1972 bestellte die Royal Air Force sechsundzwanzig Jetstream 201, die als Trainingsflugzeuge eingesetzt wurden. Während diese Version als Jetstream T.1 bezeichnet wurde, erhielten die vierzehn für die Royal Navy umgebauten Exemplare die neue Bezeichnung Jetstream T.2.
In Deutschland wurde ein Exemplar von der Bavaria Fluggesellschaft eingesetzt (D-INAH), das am 6. März 1970 abstürzte.

### British Aerospace Jetstream 31/32

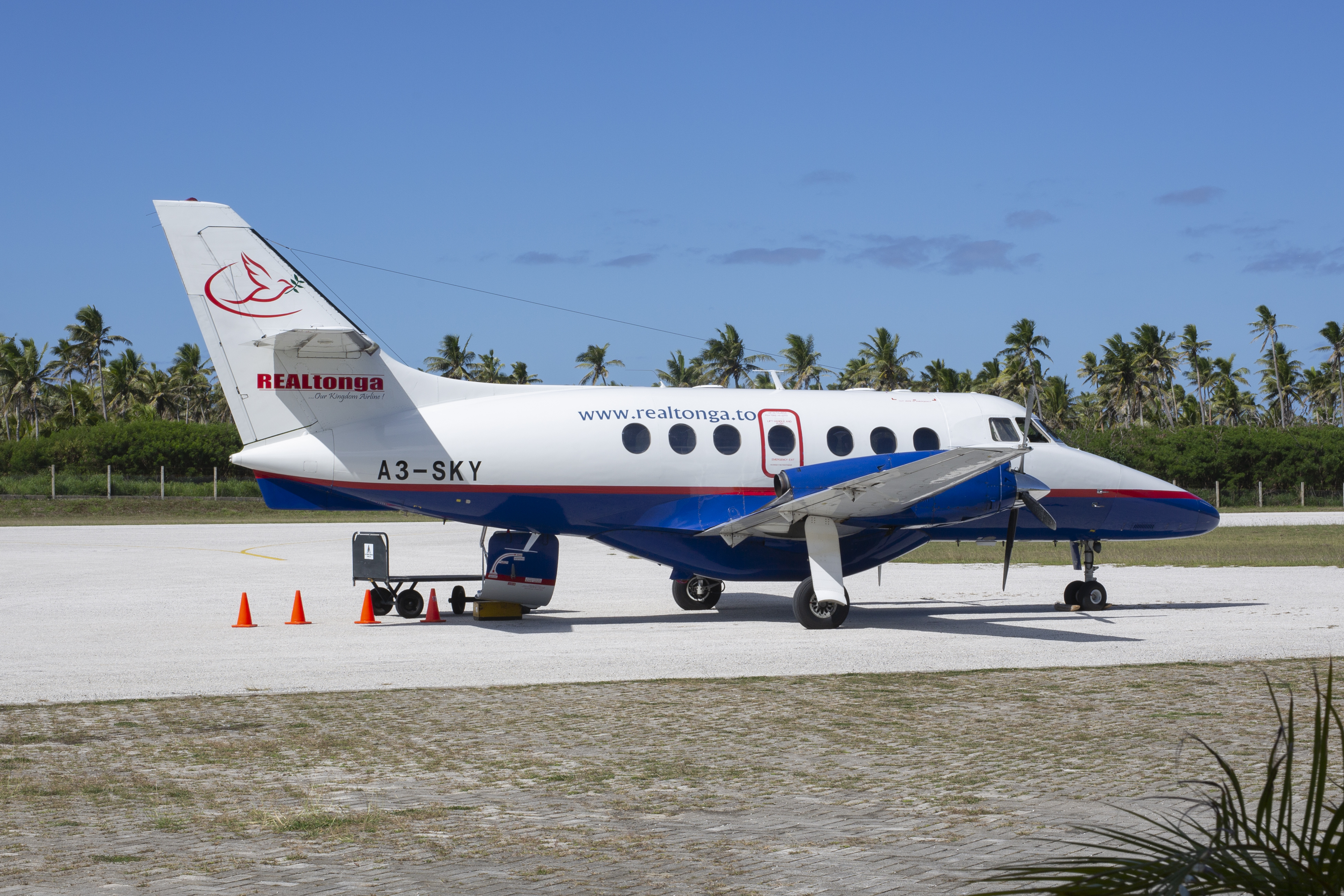
Eine Jetstream 32 der Real Tonga Airlines auf dem Flughafen Haʻapai

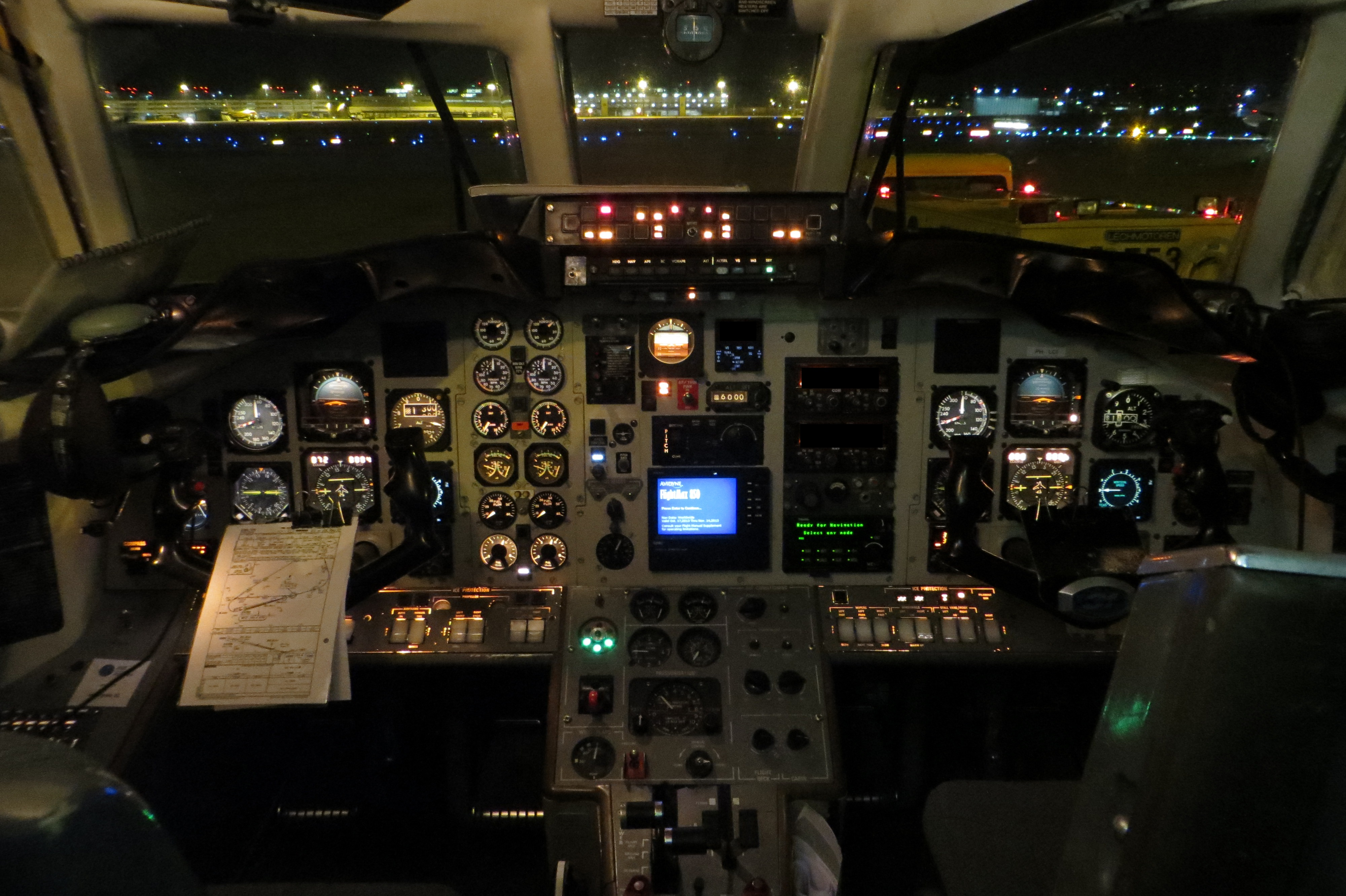
Cockpit Jetstream 31

Nach dem Konkurs der Scottish Aviation und deren Vereinigung mit British Aerospace im Jahr 1978 entschloss sich BAe, das Modell weiterzuentwickeln. Ähnlich der älteren 3M-Version für die US Air Force erhielt das Flugzeug verbesserte Garrett-Turbopropantriebe mit höherer Leistung und größeren Wartungsintervallen. Dies ermöglichte eine Variante für 18 Passagiere mit drei Sitzen pro Reihe.
Das Ergebnis war die Jetstream 31, die ihren Erstflug am 28. März 1980 absolvierte und am 29. Juni 1982 ihre Zulassung erhielt. Die neue Version war tatsächlich so erfolgreich wie ursprünglich von Handley Page erhofft. Mehrere hundert 31er wurden in den Achtzigern gebaut. Eine weitere Version mit verbessertem Antrieb flog erstmals 1988 unter der neuen Bezeichnung Jetstream Super 31 bzw. Jetstream 32.
Die Produktion wurde bis 1993 fortgesetzt. Von beiden Versionen entstanden insgesamt 386 Exemplare. Vier Jetstream 31 wurden 1985 an die Royal Navy als Radar-Trainingsflugzeuge Jetstream T.3 geliefert, später allerdings als VIP-Transportflugzeuge eingesetzt.
1993 übernahm British Aerospace den Namen Jetstream als Markenbezeichnung für alle zweimotorigen Turbopropmaschinen. Dazu gehörte die von den Vorgängern abgeleitete Jetstream 41 wie die davon abweichende, aus der Avro 748 entwickelte BAe ATP/Jetstream 61. Der Name Jetstream 61 wurde später wieder aufgegeben.

### British Aerospace Jetstream 41

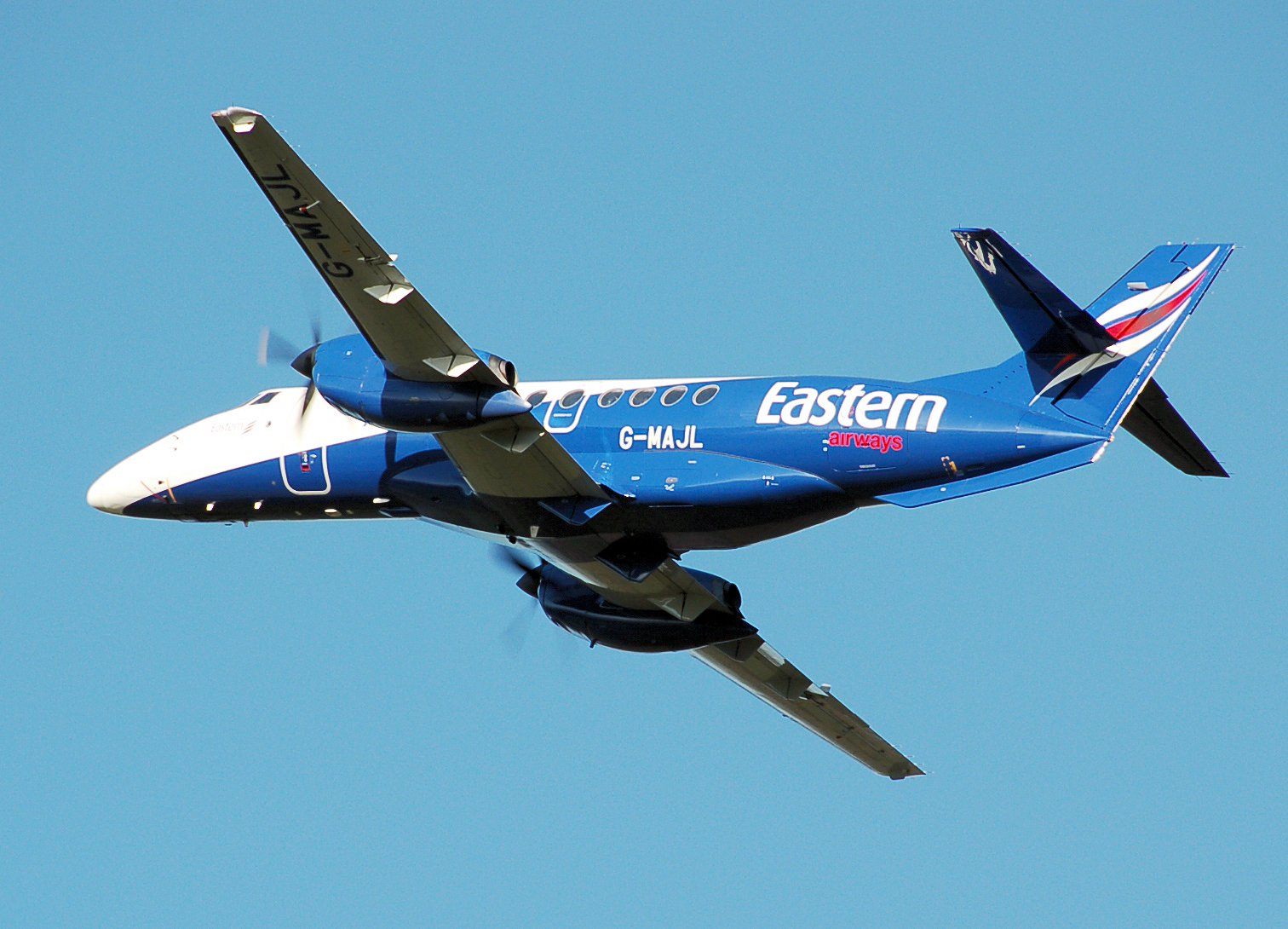
BAe Jetstream 41 des weltweit größten Betreibers Eastern Airways

Die Jetstream 41 ist die gestreckte Version des 31er-Modells. Der völlig neu entwickelte Rumpf ist 19,25 Meter lang und bietet Platz für 29 Passagiere. Neben verbesserten Garrett-Triebwerken erhielt das Modell ein modernes EFIS-Cockpit.
Der Erstflug fand am 25. September 1991 statt. Zwischen 1991 und 1997 wurden insgesamt 104 Exemplare gebaut und 100 davon an Kunden ausgeliefert.

### Weitere Versionen
- Riley Jetstream: eine Reihe früher Jetstream-1-Modelle, die von Riley Aircraft umgebaut wurden. Diese Maschinen besitzen zwei Astazou-XVI-Triebwerke.
- Jetstream 31 Airliner: Zubringerflugzeug für 18 bis 19 Passagiere.
- Jetstream 31 Corporate: Geschäftsflugzeug für 8 bis 10 Passagiere.
- Jetstream 31EP: Version mit erhöhter Leistung.
- Jetstream 31EZ: Marine-Aufklärungsflugzeug.
- Jetstream Executive Shuttle: Geschäftsflugzeug für 12 Passagiere.
- Jetstream 31 Special: Allzweck-Transportflugzeug.
- Jetstream QC (Quick Change)

## Militärische Nutzung
Saudi-Arabien
 Uruguay
 Vereinigtes Königreich

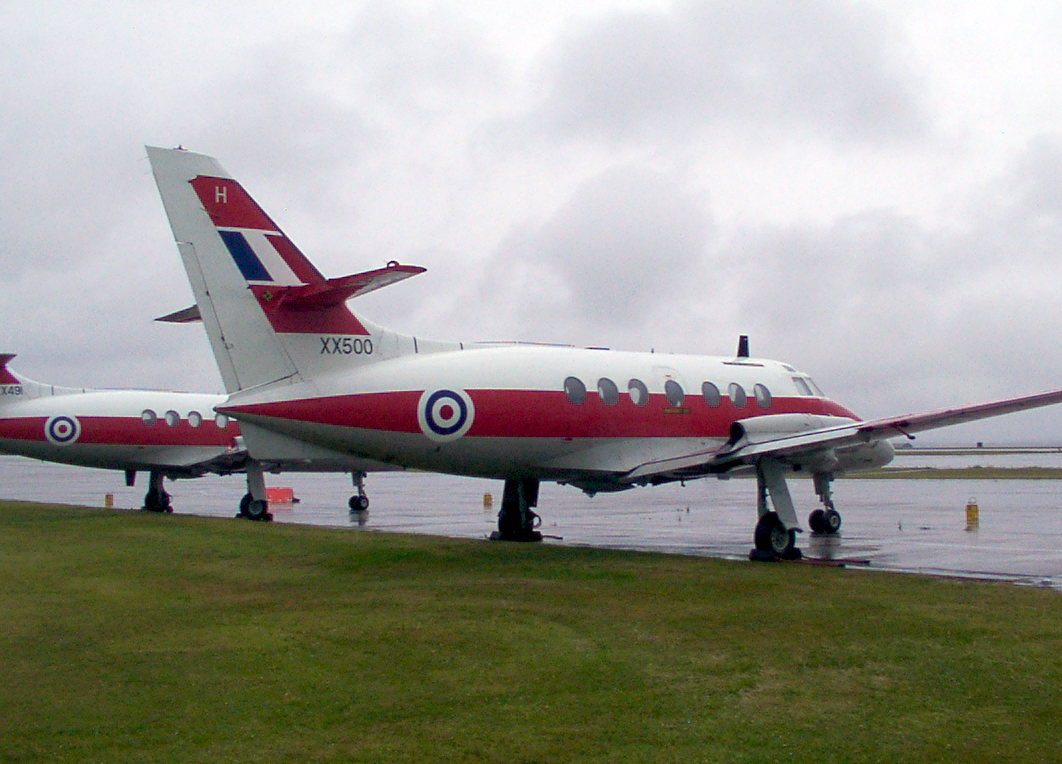
Jetstream T1 der Royal Air Force

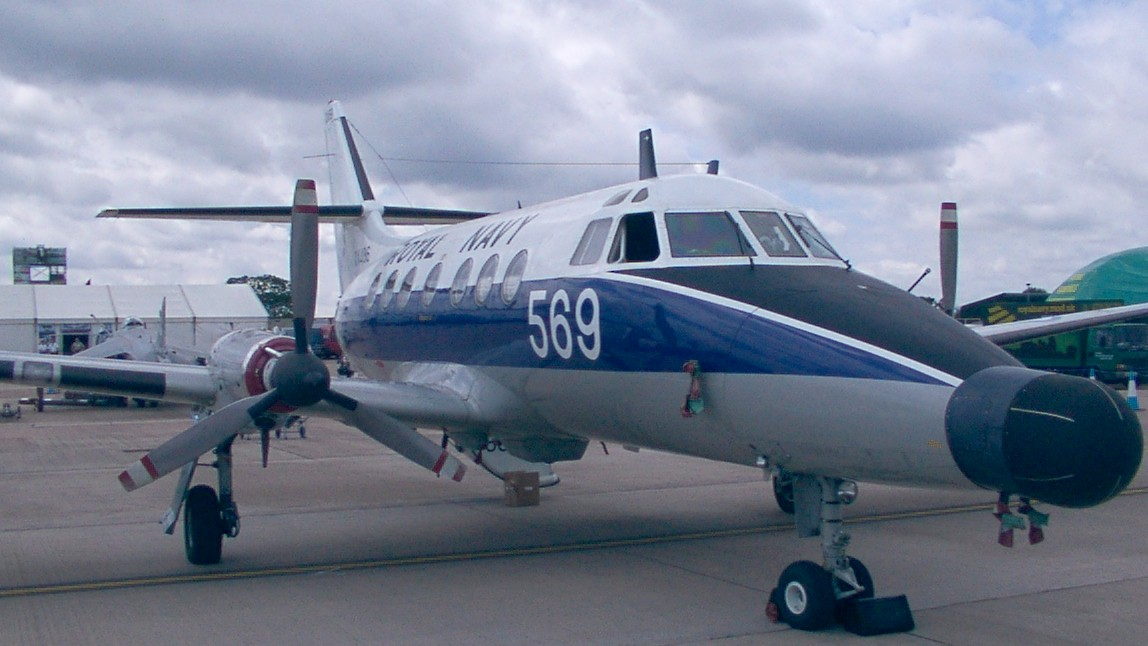
Jetstream T2 der Royal Navy

- Royal Air Force: ausgemustert 2003
- Royal Navy;: ausgemustert 2011

## Zwischenfälle
- Am 6. März 1970 verunglückte die einzige Handley Page HP-137 Jetstream 1 (Luftfahrzeugkennzeichen D-INAH) der Fluggesellschaft Bavaria im Anflug auf den schweizerischen Flugplatz Samedan. Bei dem in München-Riem gestarteten Flugzeug kam es im Landeanflug zu einem Turbinenschaden, wobei die Piloten die Kontrolle verloren. Infolgedessen stürzte die Maschine etwa drei Kilometer vor der Landebahnschwelle ab. Die zwei Besatzungsmitglieder und alle neun Passagiere kamen bei dem Unfall ums Leben. Unter den Opfern befanden sich Bavaria-Gründer Max Schwabe und seine Familie (siehe auch Flugunfall bei Samedan 1970).[3]

- Am 26. Dezember 1989 stürzte eine von der North Pacific Airlines unter der Dachmarke United Express betriebene BAe Jetstream 3101 (N410UE) kurz vor der Landebahn des Pasco-Tri Cities Airport (US-Bundesstaat Washington) ab. Die Besatzung führte einen übermäßig steilen, instabilen ILS-Anflug durch. Dieser Anflug endete in Verbindung mit fehlerhaften Anweisungen durch die Flugsicherung und einer Vereisung des Leitwerks in einem Strömungsabriss und Absturz im Endanflug. Beide Besatzungsmitglieder und alle vier Passagiere wurden getötet. Der Kapitän hatte beim Zwischenstopp zuvor die Eisansätze an der Maschine per Hand abklopfen lassen und eine angebotene Flugzeugenteisung mehrfach abgelehnt (siehe auch United-Express-Flug 2415).[4]

- Am 12. März 1992 wurde eine Jetstream 31, die von der CCAir im Namen der USAir Express betrieben wurde (N165PC), zwei Kilometer vor dem McGhee Tyson Airport bei Knoxville, Tennessee mit eingefahrenem Fahrwerk ins Gelände geflogen. Bei dem Unfall kamen beide Piloten, die als einzige Personen an Bord waren, ums Leben (siehe auch Flugunfall einer Jetstream 31 der USAir Express 1992).[5]

- Am 1. Dezember 1993 schlug eine BAe 3101 Jetstream 31 (N334PX) der Northwest Airlines, die durch deren Tochterfirma Northwest Airlink betrieben wurde, im Anflug auf den Flughafen Range Regional, Minnesota mit sehr hoher Sinkgeschwindigkeit gut 5 Kilometer vor dem Flughafen auf. Alle 18 Insassen an Bord wurden getötet. Als Ursache wurde der Zusammenbruch der Koordination innerhalb der Cockpitbesatzung festgestellt, bedingt durch das sehr dominante, provozierende und einschüchternde Verhalten des Kapitäns (siehe auch Northwest-Airlink-Flug 5719).[6]

- Am 7. Januar 1994 stürzte eine British Aerospace Jetstream 41 der Atlantic Coast Airlines, betrieben im Auftrag von United Express (N304UE) nach einem Strömungsabriss aufgrund von Pilotenfehlern 1,9 Kilometer vor dem Flughafen Port Columbus International, Ohio, ab. Dabei kam es zu fünf Toten; drei Passagiere überlebten (siehe auch United-Express-Flug 6291).

- Am 13. Dezember 1994 stürzte eine Jetstream 32, die von der Flagship Airlines im Namen der American Eagle betrieben wurde, bei Morrisville, North Carolina ab. Zuvor hatten die Piloten kurz vor der Landung auf dem Raleigh-Durham International Airport einen nicht erforderlichen Fehlanflug durchgeführt, da der Flugkapitän eine aufleuchtende Kontrollleuchte im Cockpit fehlinterpretiert hatte. Bei dem Unfall starben 15 der 20 Personen an Bord (siehe auch Flagship-Airlines-Flug 3379).

- Am 9. Januar 2007 setzte eine BAe 3112 Jetstream 31 der Peace Air (C-FBIP) bei der Landung auf dem Fort St. John Airport, Kanada, rund 100 Meter vor der Landebahn auf und wurde irreparabel beschädigt. Beide Crewmitglieder und die zehn Passagiere überlebten.[7]

- Am 23. Januar 2024 stürzte eine BAe Jetstream 32 der kanadischen Northwestern Air (C-FNAA) kurz nach dem Start vom Flughafen Fort Smith (Nordwest-Territorien, Kanada) etwa 500 bis 1000 Meter hinter der Startbahn ab. Beim Start herrschte leichter Schneefall bei einer Temperatur von −19 Grad. Von den sieben Insassen kamen 6 ums Leben. Nähere Einzelheiten sind derzeit noch nicht verfügbar.[8]

- Am 17. März 2025 stürzte eine BAe Jetstream 32 der Línea Aérea Nacional de Honduras (LANHSA) (HR-AYW) auf dem Weg vom Flughafen Roatán nach La Ceiba nur einen Kilometer nach dem Start in den Atlantik. Von den 18 Personen an Bord kamen 13 bei dem Absturz ums Leben. Die Polizei ging unmittelbar nach dem Unfall von einem mechanischen Defekt als Ursache aus (siehe auch Línea-Aérea-Nacional-de-Honduras-Flug 018).[9][10]

## Technische Daten
| Kenngröße             | Daten der Jetstream 31                                                 | Daten der Jetstream 41                                                                      |
| --------------------- | ---------------------------------------------------------------------- | ------------------------------------------------------------------------------------------- |
| Besatzung             | 2                                                                      | 2                                                                                           |
| Passagiere            | 19                                                                     | 29                                                                                          |
| Länge                 | 14,37 m                                                                | 19,25 m                                                                                     |
| Spannweite            | 15,85 m                                                                | 18,42 m                                                                                     |
| Höhe                  | 5,32 m                                                                 | 5,74 m                                                                                      |
| Startmasse            | 6.950 kg                                                               | max. 10.868 kg                                                                              |
| Reisegeschwindigkeit  | 426 km/h                                                               | 482 km/h                                                                                    |
| Höchstgeschwindigkeit | 488 km/h                                                               | 546 km/h                                                                                    |
| Dienstgipfelhöhe      | 7.620 m (25.000 ft)                                                    | 7.925 m                                                                                     |
| Reichweite            | 1.260 km                                                               | 1.433 km                                                                                    |
| Triebwerke            | zwei Propellerturbinen Garrett TPE331-10UG mit jeweils 701 kW (953 PS) | zwei Propellerturbinen Allied Signal Garrett TPE331-14GR/HR mit jeweils 1.250 kW (1.700 PS) |